# Linkinus
Linkinus – dostępny na licencji shareware klient sieci IRC przeznaczony dla systemu operacyjnego OS X.